# Acacia unifissilis
Acacia unifissilis é uma espécie de leguminosa do gênero Acacia, pertencente à família Fabaceae.